# Hans Mielich

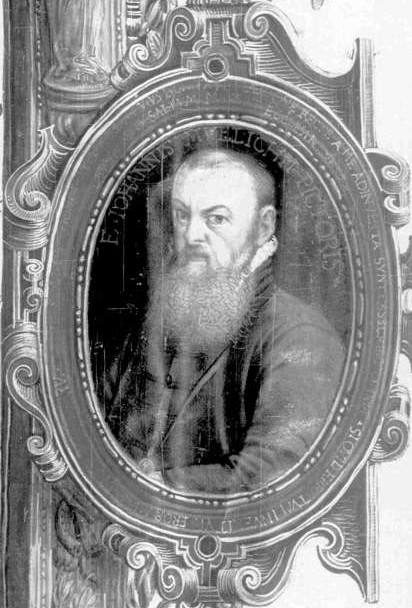
Självporträtt, 1565.

Hans Mielich, även Muelich eller Müelich, född 1516, död 10 mars 1573 var en tysk målare och tecknare för träsnitt.
Mielich var huvudsakligen verksam i München, och influerades av Albrecht Altdorfer. Mielich togs i tjänst av Albrekt V av Bayern vid hovet och fick en rad stora uppgifter som porträtt-, historie- och miniatyrmålare. Mielich gjorde även teckningar till guldsmedsarbeten.